# Myrmarachne laeta flava
Myrmarachne laeta là một phân loài nhện trong họ Salticidae.
Loài này thuộc chi Myrmarachne. Myrmarachne laeta flava được K. Narayan miêu tả năm 1915.